# Rafael Cancel Miranda
Rafael Cancel Miranda (Mayagüez,18 de julio de 1930 - San Juan de Puerto Rico; 2 de marzo de 2020) fue un poeta y líder independentista puertorriqueño. Una figura relevante en la lucha por la independencia de Puerto Rico durante el siglo XX. Publicó nueve libros de poesía y reflexiones.

## Biografía
Rafael Cancel Miranda nació en la ciudad de Mayagüez, Puerto Rico, situada en su costa oeste. Su padre, Rafael Cancel Rodríguez, fue presidente del Capitolio de Mayagüez del Partido Nacionalista de Puerto Rico (PNPR) y su madre era miembro de las Hijas de la Libertad, una organización de mujeres no partidistas y rama femenina del Partido Nacionalista. Su padre, empresario y propietario de una tienda de muebles, había sido encarcelado por sus ideas políticas.
Falleció el 2 de marzo de 2020 a los ochenta y nueve años en su domicilio del distrito de Río Piedras en San Juan de Puerto Rico. Unas semanas antes del deceso su salud se había deteriorado debido a su avanzada edad.

## Ataque del 54 al Capitolio
El ataque a la Cámara de Representantes fue llevado a cabo por Lolita, joven de 34 años, con la ayuda de Rafael Cancel Miranda, Irving Flores y Andrés Figueroa Cordero. La fecha fue escogida para repudiar el hecho de que había sido el 1 de marzo de 1917, cuando los Estados Unidos, necesitados de tropas para la Primera Guerra Mundial, implantaron la ciudadanía estadounidense en la isla con el fin de reclutar soldados para el frente.[cita requerida]
La misión de Lolita Lebrón fue la de atraer la atención del mundo sobre la causa de la independencia puertorriqueña.
El 1 de marzo de 1954, los nacionalistas liderados por Lolita Lebron, entraron en el Capitolio de Estados Unidos armados con pistolas. Cuando el grupo llegó a la galería de las visitas en el piso superior de la «Cámara», Lolita se incorporó y gritó «¡Viva Puerto Rico Libre!» y sacó la bandera monoestrellada de Puerto Rico. Luego el grupo abrió fuego utilizando pistolas semiautomáticas. Se realizaron alrededor de treinta disparos resultando heridos cinco congresistas, entre ellos Alvin Bentley, representante del estado de Míchigan, que fue herido de gravedad en el pecho, sin embargo todos sobrevivieron. Puede apreciarse un impacto de bala del tamaño de un centavo en el escritorio usado por los Republicanos cuando hablan en la Cámara. Era la primera vez en la historia de Estados Unidos que se atacaba a los congresistas en el recinto del Capitolio. Cancel, junto con los otros tres miembros del grupo fueron detenidos inmediatamente. Fue el único nacionalista de los cuatro, encarcelado en Prisión Federal de Alcatraz, una Agencia Federal de Prisiones.[cita requerida]
Al ser arrestada, Lolita gritó: «¡Yo no vine a matar a nadie, yo vine a morir por Puerto Rico!». Lolita y sus compañeros de lucha fueron sentenciados por atentado de asesinato y otros delitos, y sentenciados a muerte. El Presidente Truman conmutó la sentencia de muerte por cadena perpetua y Lolita fue encarcelada en la Institución Federal Industrial para Mujeres en Alderson, Virginia Occidental, mientras que los otros comandos nacionalistas sobrevivientes cumplieron décadas de condena en otras prisiones federales.

## Activismo político
Cancel se unió a los "Cadetes de la República", la organización juvenil del Partido Nacionalista, organizando comités nacionalistas juveniles en diferentes ciudades. Su grupo tenía un programa de radio y un pequeño periódico. Como cadete, Cancel le dio la bienvenida a Albizu Campos en diciembre de 1947, cuando el líder del Partido Nacionalista regresó de EE. UU. tras de cumplir una condena de diez años de cárcel; primero en un penal de Atlanta, luego en Nueva York; por cargos de conspiración para derrocar al gobierno de EE. UU. e "incitar a la rebelión" en contra de ella. Después de la Segunda Guerra Mundial, hubo una amplia resistencia a los intentos de Washington de imponer el inglés como lengua principal de enseñanza en las escuelas de Puerto Rico. Cancel fue uno de los que participaron en una huelga de la escuela a este respecto, y dos meses antes de graduarse fue expulsado de la escuela. Luego fue a San Juan para terminar la escuela media.
Los puertorriqueños se convirtieron en ciudadanos de Estados Unidos como resultado de la Ley Jones-Shafroth de 1917 y los que eran elegibles, con excepción de las mujeres, se esperaba que servirían en el ejército, ya sea voluntariamente o como resultado del servicio militar obligatorio (conscripción). En 1948, Cancel, entonces con dieciocho años y en la escuela media, se negó a ser reclutado en el ejército. Un día, estaba caminando a la escuela en San Juan con otros estudiantes, y había un coche con cuatro agentes del FBI en la esquina de su casa. Les entregó sus libros a los otros estudiantes para llevarlos al lugar donde vivía. Los hombres lo detuvieron y lo acusaron de negarse el proyecto de EE. UU. Una Corte Federal de EE. UU. en Puerto Rico lo sentencó a dos años y un día y enviado a prisión en Tallahassee, Florida, donde permaneció de 1949 a 1951. Durante su estancia en la cárcel se enfrentó a un guardia de la prisión debido a la segregación racista dentro de los muros de la prisión. Bajo la legislación de Jim Crow, los dormitorios de la prisión estaban segregados.

## Algunas publicaciones
- 2019. Más allá del espejismo. Noveno Ideario, 155 pp.
- 2013. Mirando desde adentro. Octavo Ideario, 183 pp.
- 2008. Del cimarrón a los macheteros. Ed. Séptimo Ideario, 184 pp.
- 2005. Remando bajo la lluvia: setenta y cinco anécdotas y tres poemas. Sexto ideario. 114 pp.
- 2000. Mis dioses llevan tu nombre. Ed. Quinto Ideario, 291 pp.
- 1998. Sembrando patria-- y verdades. Ed. Cuarto Ideario, 193 pp.
- 1998. Puerto Rico: independence is a necessity : on the fight against U.S. colonial rule. Ed. ilustr. de Pathfinder, 36 pp. ISBN 0873488954, ISBN 9780873488952
- 1995. Pólvora y palomas. 122 pp.
- 1994. De Cara al Sol. 110 pp.